# Louie Sibley
Louie Joseph Sibley (Birmingham, 13 settembre 2001) è un calciatore inglese, centrocampista del Rotherham Utd in prestito dall'Oxford Utd.

## Carriera

### Club
Cresciuto nel settore giovanile del Derby County, debutta in prima squadra il 13 agosto 2019 in occasione dell'incontro di English Football League Cup vinto 1-0 contro lo Scunthorpe Utd. Si fa notare in Premier League 2 dove in due stagioni totalizza 40 presenze con 12 gol e 5 assist. Il 20 giugno 2020 segna una tripletta nella sfida vinta in trasferta contro il Milwall per 2-3. In 5 stagioni con il club inglese colleziona 173 presenze con 20 gol e 12 assist tra League One e Championship.
Dal 3 luglio 2024 è un nuovo giocatore dell'Oxford United.

### Nazionale
Ha giocato nelle nazionali giovanili inglesi Under-17, Under-18, Under-19 ed Under-20.

## Statistiche

### Presenze e reti nei club
Statistiche aggiornate al 25 settembre 2021.
| Stagione        | Squadra         | Campionato      | Campionato | Campionato | Coppe nazionali | Coppe nazionali | Coppe nazionali | Coppe continentali | Coppe continentali | Coppe continentali | Altre coppe | Altre coppe | Altre coppe | Totale | Totale |
| Stagione        | Squadra         | Comp            | Pres       | Reti       | Comp            | Pres            | Reti            | Comp               | Pres               | Reti               | Comp        | Pres        | Reti        | Pres   | Reti   |
| --------------- | --------------- | --------------- | ---------- | ---------- | --------------- | --------------- | --------------- | ------------------ | ------------------ | ------------------ | ----------- | ----------- | ----------- | ------ | ------ |
| 2019-2020       | Derby County    | FLC             | 11         | 5          | FACup+CdL       | 4+2             | 0               |                    | -                  | -                  |             | -           | -           | 17     | 5      |
| 2020-2021       | Derby County    | FLC             | 30         | 1          | FACup+CdL       | 0+2             | 0               |                    | -                  | -                  |             | -           | -           | 32     | 1      |
| 2021-2022       | Derby County    | FLC             | 15         | 0          | FACup+CdL       | 0+2             | 0+1             |                    | -                  | -                  |             | -           | -           | 17     | 1      |
| Totale carriera | Totale carriera | Totale carriera | 56         | 6          |                 | 10              | 1               |                    | -                  | -                  |             | -           | -           | 66     | 7      |